# Ramona Molzan
Ramona Molzan (* 1. August 1971 in Bergen auf Rügen) ist eine ehemalige deutsche Leichtathletin, die auf den Dreisprung spezialisiert war.

## Sportliche Karriere
Ramona Molzan startete bis 1990 für den ASK Potsdam und von 1991 bis 1993 für den OSC Potsdam. Nach einem Jahr beim OSC Berlin und zwei Jahren beim TV Schriesheim war sie ab 1997 beim LAC Quelle Fürth/München.
bei den Deutschen Meisterschaften 1992 stand der Dreisprung der Frauen erstmals auf dem Programm. Ramona Molzan wurde Dritte hinter Petra Laux und Tanja Borrmann. Nach einem weiteren dritten Platz 1994 gewann Molzan 1995 den Titel. 1997 wurde sie noch einmal Zweite hinter Petra Lobinger. In der Halle belegte Molzan zweimal den dritten Platz.
Ramona Molzan trat dreimal im Nationaltrikot an. Bei den Europameisterschaften 1994 in Helsinki sprang sie in der Qualifikation ihre persönliche Bestleistung von 13,96 Meter. Im Finale erreichte sie als Siebte 13,82 Meter und lag damit als beste Deutsche einen Platz vor Helga Radtke. 1995 bei den Weltmeisterschaften in Göteborg erreichte Molzan in der Qualifikation windunterstützte 13,90 Meter und schied als 15. der Qualifikation aus.